# Numa Ayrinhac
Numa Ayrinhac (Espalion, 5 de setembro de 1881 - Buenos Aires, 23 de março de 1951) foi um pintor franco-argentino. Nascido na França em 1881, filho de Joseph Sixte Ayrinhac e de Marie Eulalie Durand, mudou-se com seus pais aos cinco anos de idade para a localidade recém-fundada de Pigüé, Saavedra, Província de Buenos Aires, Argentina. Lutou por seu país de nascimento na I Guerra Mundial e foi ferido no campo de batalha. Tornou-se famoso pelos retratos de Eva e Juan Domingo Perón, feitos no final da década de 1940 e no início da década de 1950. 

## Galeria

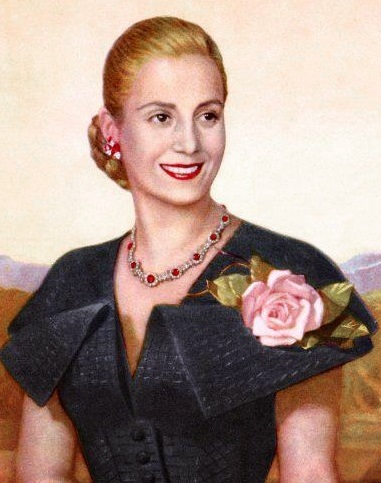
La Primera Dama de la Nación Argentina (1948)
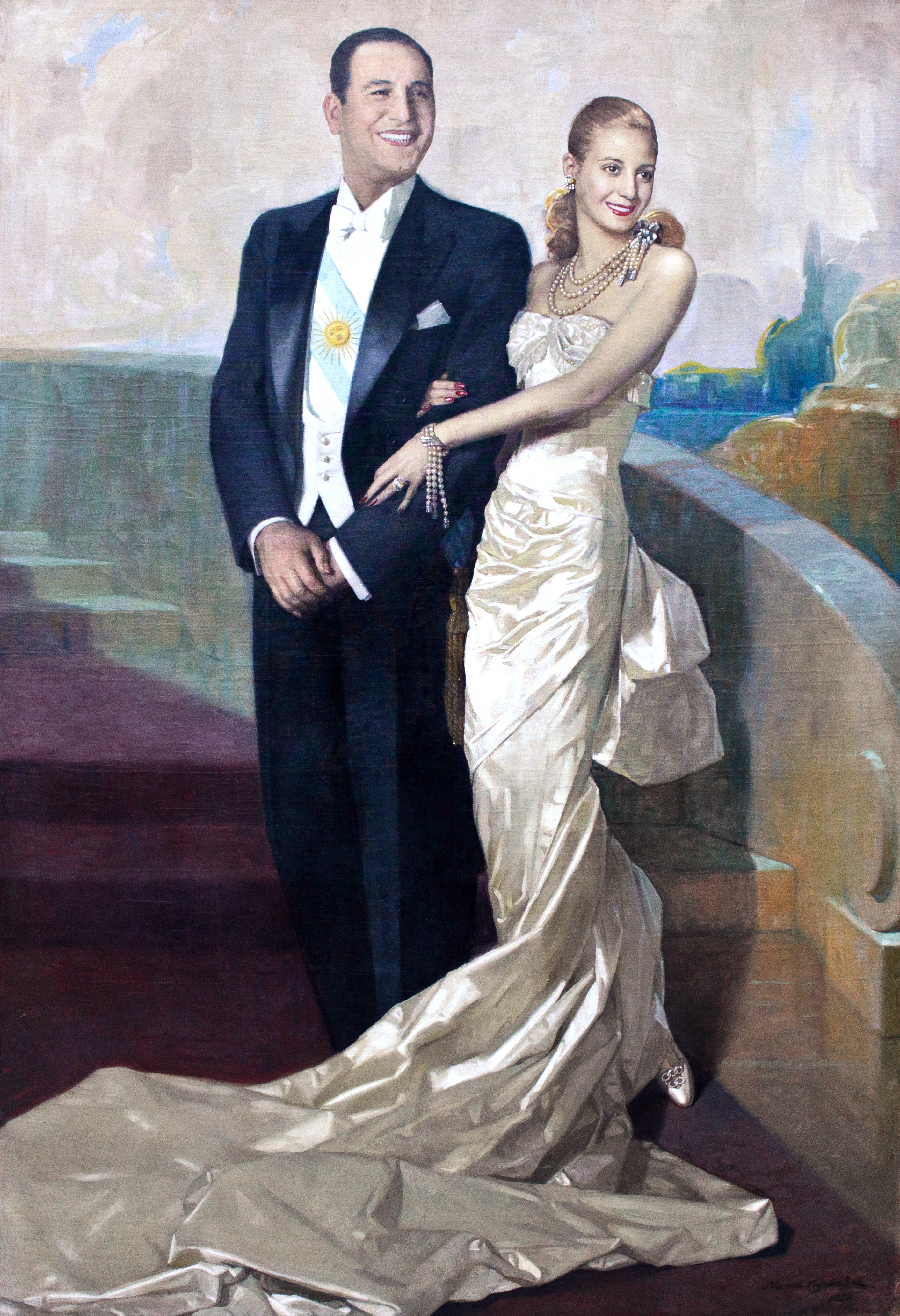
Retrato del Presidente Juan Domingo Perón y su señora esposa María Eva Duarte de Perón (1948)